# فندق التطوانيين
فندق التطوانيين هو فندق تاريخي يوجد في فاس البالي، بالمدينة القديمة في مدينة فاس بالمغرب.

## تاريخ
يقع الفندق بالقرب من جامع القرويين ويواجه الركن الشمالي الشرقي وقريبًا من المدرسة المصباحية، كان معروفا بضمه للدواب التي يحتاجها المخزن.
تم تأسيسه في القرن الرابع عشر خلال العصر المريني، ربما في نفس الوقت تقريباً الذي تم فيه بناء مدرسة العطارين من قبل السلطان أبو سعيد عثمان بن يعقوب، مما يجعله واحدا من أقدم الفنادق في فاس.
كانت الفندق بمثابة نُزل ومركز تجاري للتجارة، حيث تقدم الخدمات وأماكن الإقامة للتجار والمسافرين من خارج المدينة. تم تصنيف الفندق كنصب تذكاري وطني في عام 1925. تم ترميمه مؤخرًا، إلى جانب عدد من الفنادق الأخرى، من قبل وكالة إنقاذ فاس (Ader-fès)، وأعيد افتتاحه في مارس 2019 كمركز ثقافي وتجاري للحرفيين، مع إضافة بعض وسائل الراحة الحديثة.